# Kreishaus Heinsberg

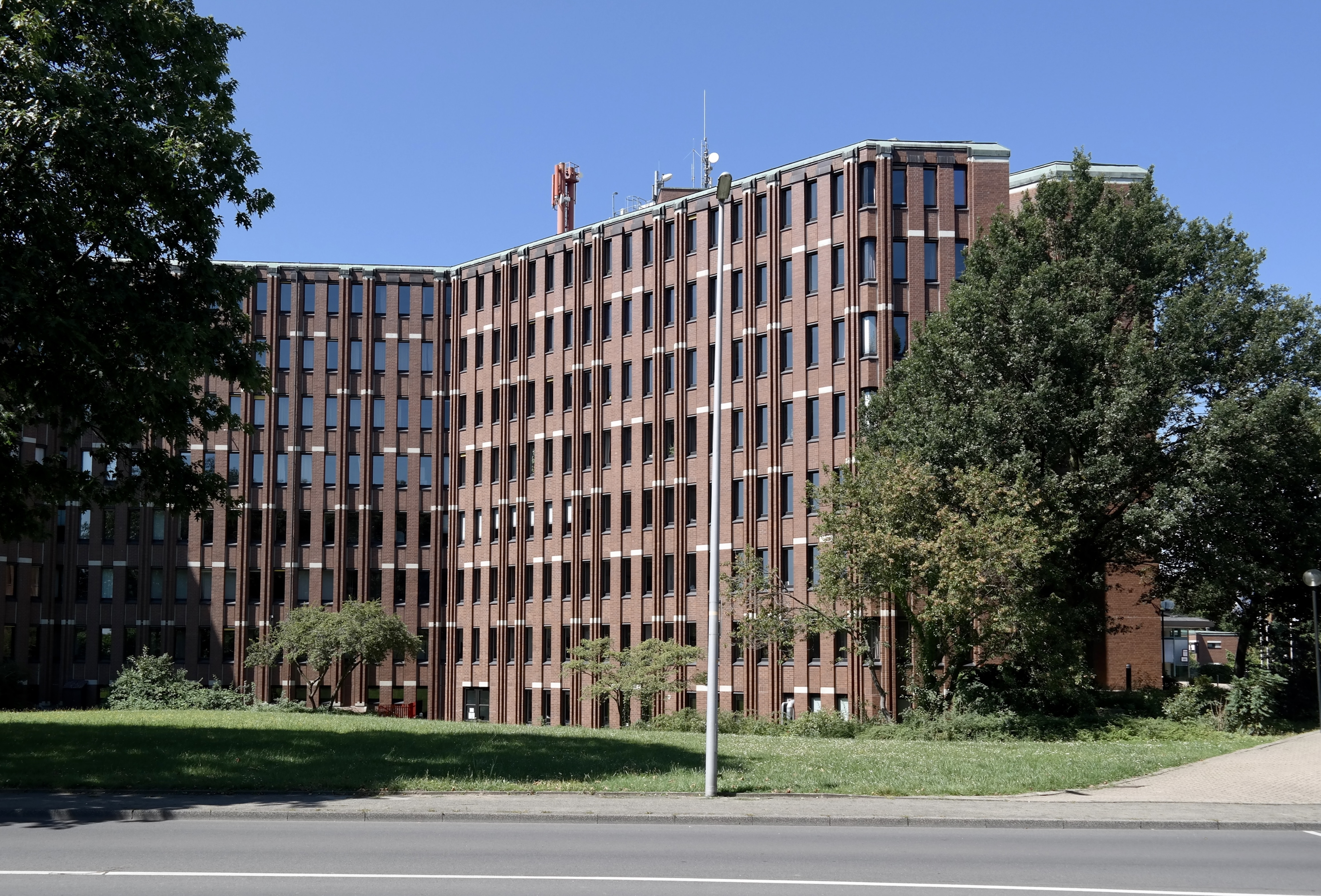
Heinsberger Kreishaus im Jahr 2021

Das Heinsberger Kreishaus ist ein in den 1980er Jahren gebauter Verwaltungsbau, südöstlich der Heinsberger Innenstadt. Das baulich markante Gebäude beherbergt mehrere Ämter (u. a. Amt für Umwelt- und Verkehrsplanung, Gesundheitsamt, Ordnungsamt, Jugendamt), verteilt auf fünf Dezernate.

## Geschichte
Der heutige Kreis Heinsberg ist im Jahr 1972, im Zuge der damaligen kommunalen Neugliederung entstanden. Ein Jahr später, am 25. Januar 1973 wurde über den Bau von Kreishaus und dem benachbarten Polizeigebäude abgestimmt, 1974 der Baugrund erworben. Zum 20. November 1975 wurde das Düsseldorfer Architektenbüro Schiel/Possekel mit der architektonischen Gestaltung des Gebäudes beauftragt, Baubeginn war am 5. Juni 1978, Grundsteinlegung am 16. August 1979. Zum 1. Februar 1982 war das Gebäude bezugsfertig: Die Verwaltungen aus Erkelenz und Geilenkirchen zogen nach Heinsberg um.

## Technisches
Das 29,5 m hohe Gebäude besteht aus Stahlbeton mit Ziegelverblendung und verfügt über ein grünes Kupferdach. Das Haus hat eine Nutzfläche von 13.113 Quadratmetern, eine Verkehrsfläche von 4737 Quadratmetern sowie eine Funktionsfläche von 830 Quadratmetern.

## Verkehrsanbindung
Das Kreishaus verfügt über eine eigene Bushaltestelle Heinsberg, Kreisverwaltung. Diese wird gegenwärtig von den Linien 401, 402, 436 und 493 der WestVerkehr bedient.
| Linie | Verlauf |
| ----- | --- |
| 401   | Erkelenz Bf – Erkelenz ZOB – Scheidt – Granterath – Hetzerath – Doveren – Hückelhoven – Schaufenberg – Ratheim – (Dremmen Bf –) Oberbruch – Grebben – Heinsberg Kreishaus – Heinsberg Busbf                                 |
| 402   | (Erkelenz ZOB → Erkelenz Süd) / (Erkelenz Bf ← Erkelenz Süd) – Granterath – Baal Kirche – Baal Bf – Doveren – Hückelhoven – Millich – Ratheim – Dremmen Bf – Oberbruch – Grebben – (Heinsberg Kreishaus –) Heinsberg Busbf  |
| 436   | Heinsberg Busbf – Selsten – (Hontem – (Waldfeucht –) Bocket –) Abzw. Nachbarheid – Breberen – Saeffelen – Heilder – Höngen (→ Stein → Havert → Schalbruch → Isenbruch → Millen → Tüddern)                                   |
| 493   | Heinsberg Busbf – (Heinsberg Kreishaus –) Schafhausen – Eschweiler – Grebben – Oberbruch – Hülhoven – Dremmen – (Dremmen Bf –) Porselen – Horst – Randerath – (Lindern Linnicher Str. ←) Lindern Bf – Linnich-SIG Combibloc |

Seit 15. Dezember 2013 ist das Kreishaus auch per Schiene über den Haltepunkt Heinsberg-Kreishaus erreichbar (Bahnstrecke Heinsberg-Lindern).
| Linie | Verlauf | Takt   |
| ----- | --- | ------ |
| RB 33 | Rhein-Niers-Bahn: Heinsberg (Rheinl) – Heinsberg Kreishaus – Heinsberg-Oberbruch – Heinsberg-Dremmen – Heinsberg-Porselen – Heinsberg-Horst – Heinsberg-Randerath – Lindern – Geilenkirchen – Übach-Palenberg – Herzogenrath – Kohlscheid – Aachen West – Aachen Schanz – Aachen Hbf Stand: Fahrplanwechsel Juni 2022 | 60 min |

An der Valkenburger Straße befinden sich kostenlose Parkmöglichkeiten.